# Ullastret (Oppidum)

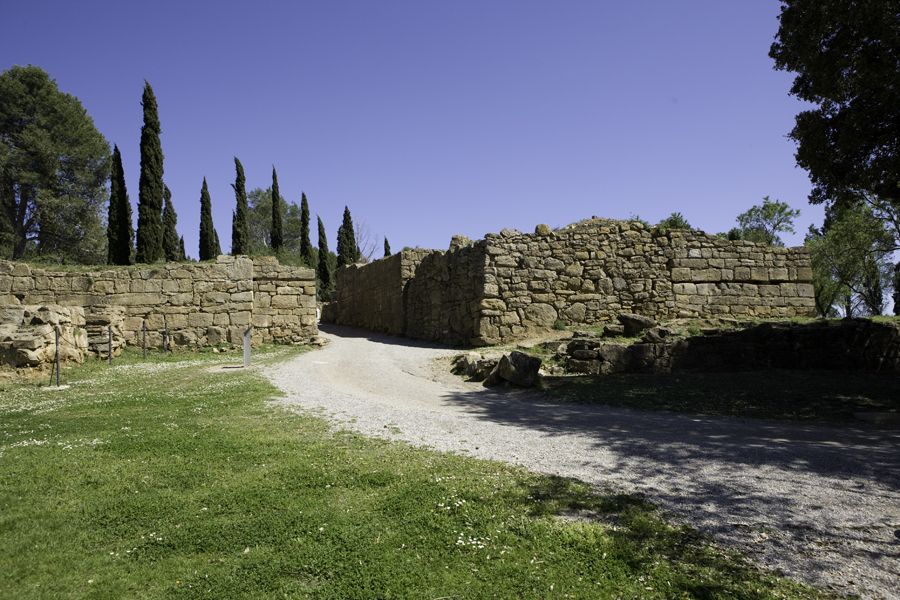
Eingangsbereich des Oppidums

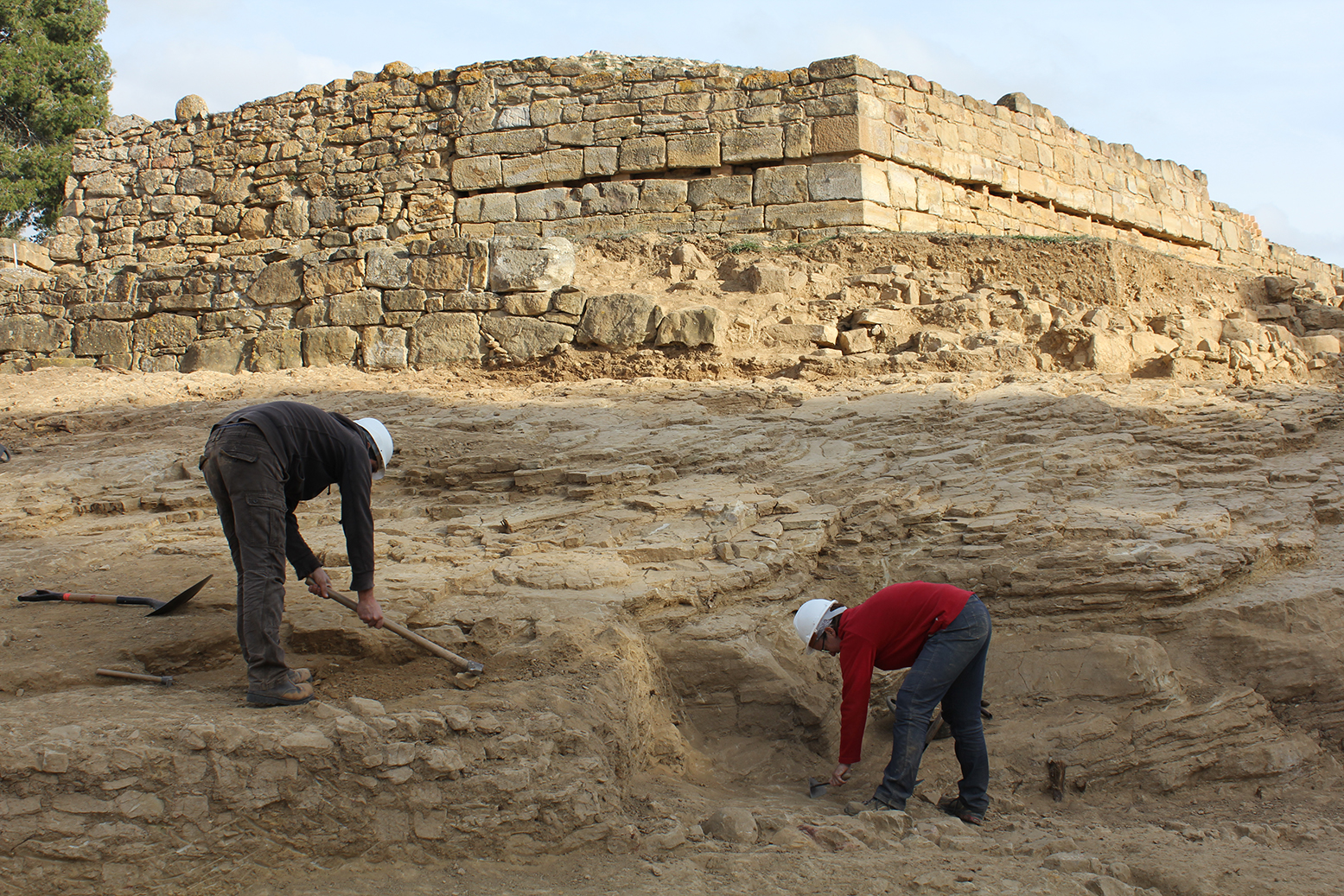
Ausgrabung

Die vorgeschichtliche Siedlung von Ullastret ist ein iberisches Oppidum im nördlichen Katalonien (Verwaltungsbezirk Baix Empordà, Provinz Girona). Sie befindet sich etwa sechs Kilometer nordöstlich von La Bisbal d’Empordà im Empordà, dem fruchtbaren Hinterland der Costa Brava.

## Lage
Das Oppidum liegt auf einer steilen Anhöhe (Puig de Sant Andreu) östlich der modernen Ortschaft Ullastret inmitten einer Ebene, die bis in die Neuzeit von einem See bedeckt wurde. Die Landschaft im äußersten Nordosten Kataloniens trägt heute noch den Namen der nahegelegenen Griechenstadt Empúries (span. Ampurias), das sogenannte Ampurdán. Der Felsen, auf dem sich das iberische Oppidum befand, liegt etwa 10 km Luftlinie vom Meer entfernt und bildet ein Dreieck, dessen längster Ausläufer ziemlich genau nach Norden zeigt. Die Ausdehnung des Hügels beträgt in der Länge 450 m, an der breitesten Stelle misst er 170 m (etwa 11 ha Oberfläche). Im Mittelalter (12. Jahrhundert) wurde auf seinem höchsten Punkt eine Burg errichtet, bis etwa 1936 befand sich dort ein Bauernhof.

## Geschichte
Nachdem der Hügel sporadisch schon in der Steinzeit aufgesucht wurde, lassen sich erste Siedlungsspuren im Übergang von der Bronze- in die Eisenzeit auf einer nahegelegenen Insel (Illa d’en Reixac) fassen. Die früheste Keramik dort ist handgemacht. Im Verlauf des 6. Jahrhunderts tritt verschiedene griechische Importkeramik auf. Zu dieser Zeit wird auch der „Puig de Sant Andreu“ besiedelt.
Das Oppidum erreichte seine größte Blütezeit im 4. Jahrhundert v. Chr. Ebenfalls in diesem Jahrhundert kommt aus dem Süden die drehscheibengeformte iberische Keramik mit Bemalung auf. Die Funde von Ullastret weisen daneben einen sehr hohen griechischen (Feinkeramik) und punischen Anteil (Amphoren) auf.
Im Verlauf des 3. Jahrhunderts v. Chr. wurde die Siedlung allmählich verlassen, vielleicht aufgrund der Nähe zur griechischen Stadt Emporion oder aufgrund wirtschaftlicher Schwierigkeiten. Die Importkeramik wird nach und nach weniger. Die Römer haben den Ort höchstwahrscheinlich schon verlassen vorgefunden, Spuren einer gewaltsamen Zerstörung gibt es nicht.

## Anlage
Der Teil der Anhöhe, der nicht durch den steilen Felsen geschützt war, wurde mit einer starken Mauer umgeben, die im Westen sieben meist runde Türme einschloss. Zwei weitere Türme befanden sich abseits der Mauer an der steilen Ostseite. Der endgültige Ausbau der Mauer wird auf das 4. Jahrhundert datiert. An der höchsten Stelle der Ansiedlung befand sich wahrscheinlich ein Heiligtum. In dem deutlich hervorstechenden, quadratischen Gebäude wurden viele Terrakotten gefunden. Der östliche Teil, wo sich vermutlich der Eingang befand, ist zerstört.
Ein Stück westlich unterhalb dieser Strukturen befanden sich sehr viele in den Fels geschlagene Kornsilos. Auf den niedriger gelegenen Terrassen wurden die Wohnviertel ausgegraben, durch Straßen und Terrassen in insulae geteilt, mit vielen freien Flächen (Plätzen), deren Funktion nicht eindeutig belegt ist. Einer von ihnen ist jedoch mit einer regelrechten porticus umgeben, so dass er als Agora angesprochen wird.

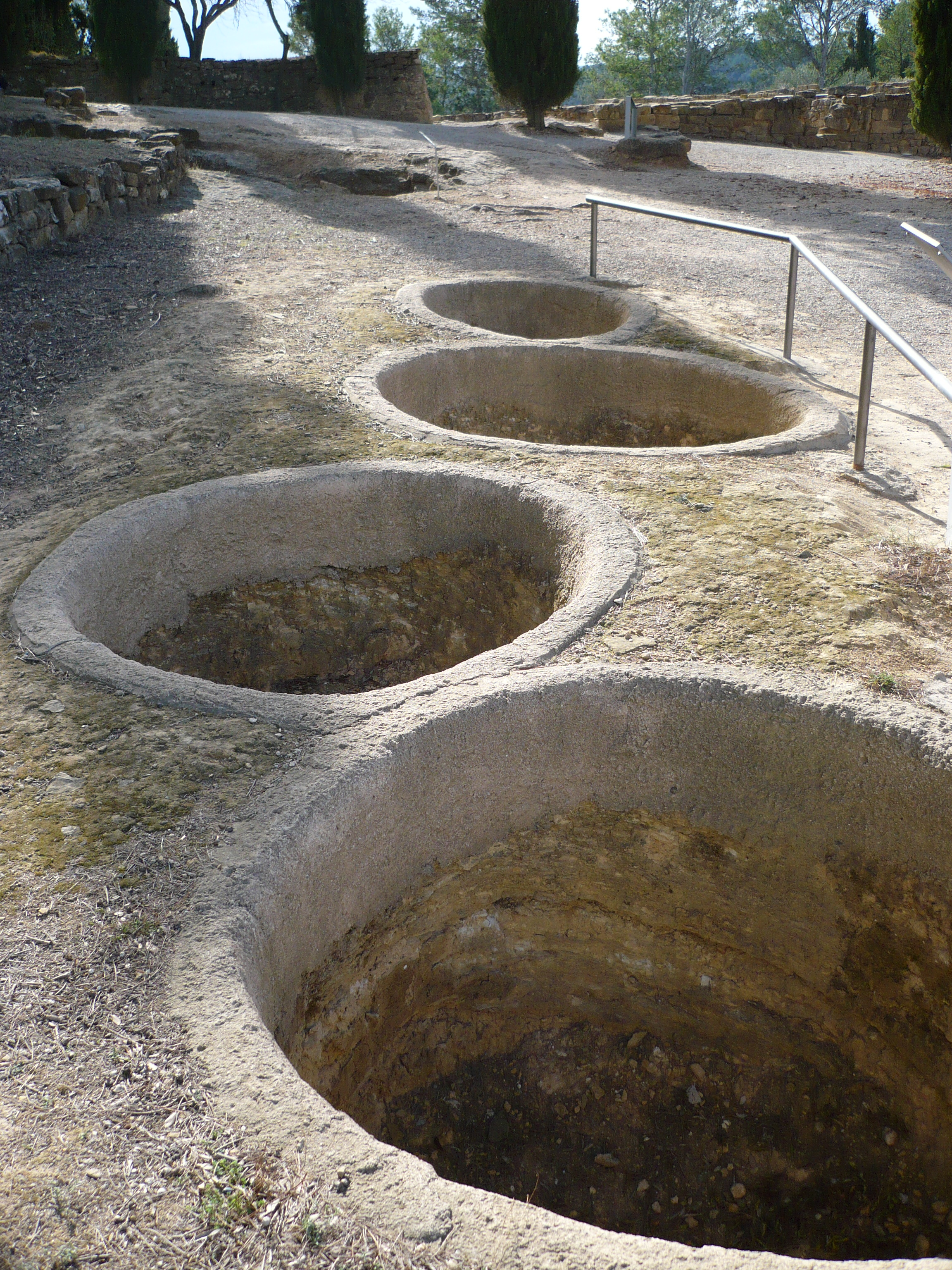
Kornsilos im Felsen
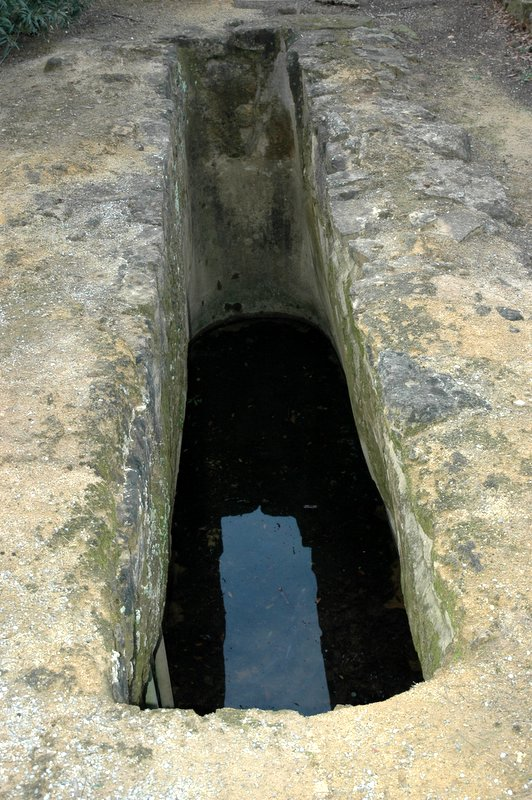
Zisterne
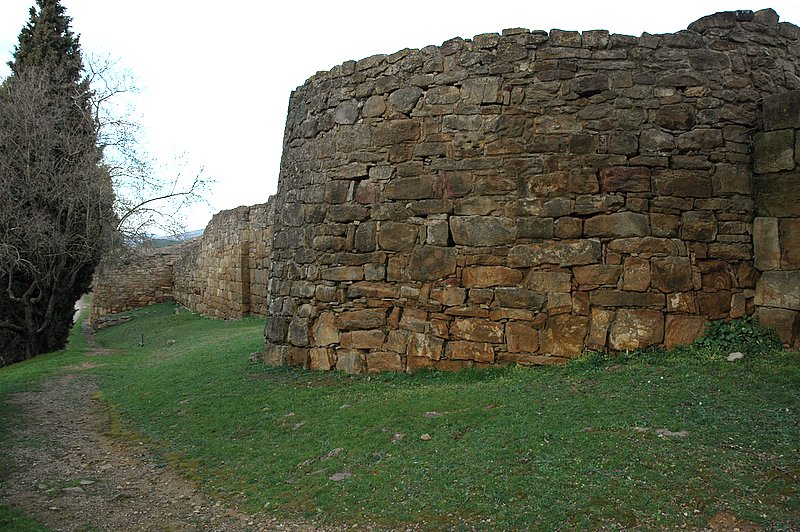
Außenmauer mit vorspringenden Türmen
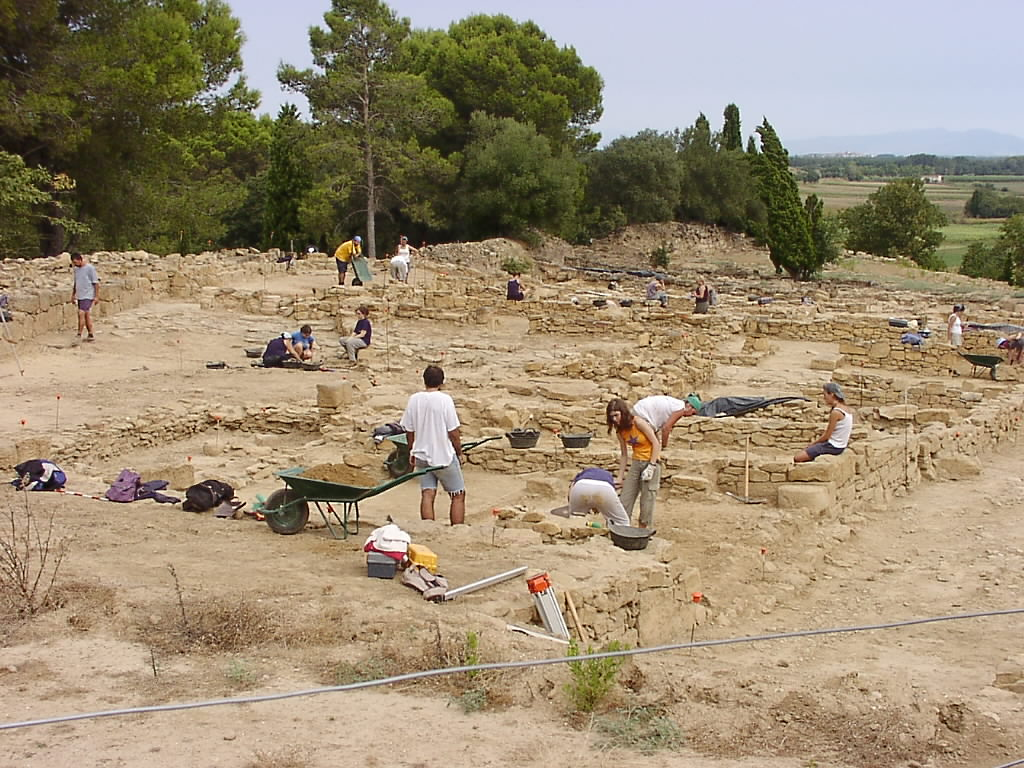
Ausgrabungen in Ullastret